# Dębe Nowe (gmina)
Dębe Nowe (następnie Chruszczewka) – dawna gmina wiejska na Lubelszczyźnie. Siedzibą władz gminy było Dębe Nowe, a następnie Chruszczewka.
Gmina Dębe Nowe była jedną z 12 gmin wiejskich  powiatu sokołowskiego guberni siedleckiej. W skład gminy  wchodziły: Chruszczówka, Dębe Nowe, Grzymały, Hilarów, Kostki, Kutaski Lipki, Maliszewa Nowa, Maliszewa Stara, Pogorzel, Trzciniec Mały, Trzciniec Duży, Wrzoski, Wyszomierz, Żeleźniaki i Żochy. Miała 7274 mórg obszaru i liczyła 3523 mieszkańców. 
Brak informacji czy gmina Dębe Nowe weszła w skład woj. lubelskiego w 1919 roku, czy też została zniesiona przed przejściem jej obszaru pod zwierzchnictwo polskie. W publikacjach z 1921 i 1933 roku jednostka występuje już pod nazwą gmina Chruszczówka.